# الملك أدون
أدون (بالآرامية: 𐡀𐡃𐡍) كان ملكًا فلستيًا في أواخر القرن السابع قبل الميلاد. ورغم عدم تحديد أي دولة مدينة فلستية كان يحكمها، إلا أنه كان على الأرجح آخر ملوكها، ويبدو أنه كان من أتباع الأسرة المصرية السادسة والعشرين.
في السنوات الأخيرة من الإمبراطورية الآشورية الحديثة، ازدادت الثورات ضد سلطة الكلدانيين، وإن كانت نادرًا ما تنجح. خلال ثورة بابل عام 609 قبل الميلاد، والتي ستمثل في النهاية تدمير الإمبراطورية الآشورية الحديثة، عبر نخاو الثاني بلاد الشام لمساعدة الآشوريين في إخماد التمرد. حاول يوشيا ملك يهوذا وقف تقدم نخو في مجيدو، لكنه قُتل، وعُزل خليفته الأول، يهوآحاز، على يد نخاو المهزوم، عندما عاد إلى مصر بعد أربعة أشهر فقط. بعد أن أصبحت مصر القوة المؤثرة الوحيدة في المنطقة، سارعت إلى ملء الفراغ الذي خلّفه تفكك آشور الجديدة، فأصبحت مهيمنة على معظم ممالك بلاد الشام في المنطقة. إلا أن الاستعمار المصري لم يدم طويلًا: فبحلول عام 604 قبل الميلاد، استولى البابليون بقيادة نبوخذ نصر الثاني على معظم أراضي آشور الجديدة السابقة، وبدأوا التوغل في بلاد الشام.
كانت فلستيا تقليديًا خماسية المدن، أي مجموعة من خمس دويلات مدن مستقلة، سيطرت أيضًا على عدد من القرى، عادةً، ولكن ليس دائمًا، في محيطها العام. هذه المدن هي إسدود، وعسقلان، وعقرون، وجت، وغزة، مع أن جت اختفت من التاريخ بعد "استيلاء" سرجون الثاني عليها عام 711 قبل الميلاد. تشهد بردية أدون على الملك أدون، وهي رسالة أرسلها إلى الفرعون يُحذره فيها من تقدم البابليين، ويلتمس منه إرسال قوات لمساعدة دويلة المدينة في مقاومة الجيوش البابلية. كُتبت الرسالة بالآرامية، وهو أمر غير مألوف في ذلك الوقت، إلا أن اسم مدينة أدون غير محفوظ، إذ لم تصل الرسالة كاملةً. يذكر أدون أنه رأى معسكر البابليين في "أفيق"، ومع ذلك، كانت هناك عدة مدن تحمل هذا الاسم في ذلك الوقت، ومواقعها غير معروفة جميعها على وجه اليقين. بشكل عام، يعتبر الباحثون أن هناك مرشحين رئيسيين لمملكة أدون: عسقلان، أو عقرون.
بغض النظر عن المدينة التي حكمها أدون، كانت المقاومة في النهاية بلا جدوى: فقد دُمرت فلستيا بأكملها نهائيًا بغزو نبوخذ نصر بحلول نهاية عام 604 قبل الميلاد. واختفى الفلستيون كشعب مميز لاحقًا. وبقي مصير أدون مجهولًا.